# رول پاولیسن
رول پاولیسن (انگلیسی: Roel Paulissen؛ زادهٔ ۲۷ آوریل ۱۹۷۶) دوچرخه‌سوار اهل بلژیک است.
وی در مسابقات کشوری و بین‌المللی در مجموع برندهٔ ۲ مدال طلا، ۱ مدال نقره، ۱ مدال برنز شده‌است.